# 알리안츠 리비에라
알리안츠 리비에라(프랑스어: Allianz Riviera)는 프랑스 니스에 위치한 다목적 경기장으로 수용 인원은 36,178명이다. 축구 클럽 OGC 니스, 럭비 유니언 클럽 RC 툴롱의 홈 구장으로 사용되고 있다. 경기장 이름은 독일의 보험 회사인 알리안츠가 경기장 명명권을 취득한 데서 붙여진 이름이다.
2011년 7월부터 과거 니스에 있던 축구 경기장인 스타드 뒤 레를 대체하는 새 경기장 공사가 시작되었으며 2013년 9월에 개장했다. 이 경기장에서 처음으로 열린 경기는 2013년 9월 22일에 열린 OGC 니스와 발랑시엔 간의 경기이다. 프랑스에서 개최된 UEFA 유로 2016, 2019년 FIFA 여자 월드컵 경기가 열린 경기장 가운데 한 곳이기도 하다. 유럽 축구 연맹(UEFA), 국제 축구 연맹(FIFA)에서는 대회 경기장에 기업 스폰서를 금지하는 규정에 따라 스타드 드 니스(Stade de Nice)라는 이름을 사용한다.